# 용오정사
용오정사(龍塢精舍)는 대한민국 전북특별자치도 고창군에 있는, 용오 정관원의 우국정신과 덕행을 기리기 위하여 조선 고종 22년(1885년)에 세운 사당이다. 사당(祠堂)과 홍의재(弘毅齋)·경의당(敬義堂)·상운루(祥雲樓) 등의 건물이 있다. 1980년 3월 8일 전라북도의 유형문화재 제91호로 지정되었다.

## 개요
용오 정관원의 우국정신과 덕행을 기리기 위하여 조선 고종 22년(1885)에 세운 사당이다. 사당과 홍의재·경의당·상운루 등의 건물이 있다.
사당에는 정관원과 기삼연의 영정(초상)을 모시고 있다. 지붕 처마를 받치면서 장식을 겸하는 공포가 기둥 위와 기둥 사이에도 있는 다포계 건물로 내부구조가 화려하다.
상운루는 앞면 3칸·옆면 1칸의 솟을집이고, 강당인 경의당은 앞면 5칸·옆면 2칸의 규모로, 지붕 옆 모습이 여덟 팔(八)자 모양의 화려한 팔작지붕이다. 홍의재는 앞면 3칸·옆면 2칸의 팔작지붕집으로 S자형으로 약간 굽은 둥근기둥을 사용하였다.

## 현지 안내문
용오정사는 정관원(鄭官源)의 우국정신과 덕행을 기리고 영정을 모시기 위해 1896년에 후학들이 세운 사당으로 정관원의 호를 따 용오정사라 이름하였다. 정관원은 일본이 우리나라를 침략하자 장성의 기삼연(奇三衍)과 함께 의병을 일으켜 항일투쟁에 공을 세운분이다. 경내에는 내부 구조를 화려하게 꾸민 사당을 비롯하여 경의당(敬義堂)과 상운루(祥雲樓), 훙의재(弘毅齊) 등이 있다.

## 같이 보기
- 정관원

## 참고 자료
- 용오정사(사당,홍의재,경의당,상운루) - 국가유산청 국가유산포털